# 타이탄 잠수함
타이탄 잠수함은 2015년 NIAC에 제안된 타이탄 탐사선이다. 목적은 타이탄의 바다의 수압과 구성을 밝히고 바다의 기타 사항들을 알아내는 것이다.

## 역사와 제작배경
2015년, NIAC에 제안되어 우승작으로 선정되었다. 이에 NASA는 구체적인 계획을 짜기 시작했고 2015년, 2040년 안에 타이탄 잠수함을 발사하겠다는 계획을 밝혔다. 이후 의회에 예산지원과 승인을 요청했으나 아직까지 승인을 하지 않고 검토 중이라고 의견을 밝히며 현재 승인은 되지 않은 상태이다. 이후 워싱턴 주립 대학교를 비롯해 여러 대학교들이 개발에 참여하여 잠수함을 설계하는데, 극저온의 탄화수소 바다에서 발생되는 RTG 열이 거품을 일으켜 크게 추진력을 저하시키는 실험결과가 나와 개발에 난항을 맞았고, 현재 연구팀은 추진력 저하를 극복할 새로운 방안을 고안하는 중이다.

## 발사
2040년 이내 발사되어 지구를 스윙바이 한 뒤 타이탄으로 갈 예정이다.

## 착륙
2050년대 타이탄의 크라켄 바다에 스플래쉬 다운하여 잠수한 뒤 90일 정도 타이탄을 탐사할 예정이다.

## 지원, 개발, 투자
- NASA
- JPL
- GSFC
- KSC
- MSFC
- GSC
- 록히드마틴
- ULA
- MIT
- 하버드대학교
- Caltech
- 워싱턴 주립 대학교
- 존스 홉킨스 대학교
- 펜실베니아 주립 대학교
- 아리조나 대학교
- 버지니아 대학교
- 조지아 공과대학교
- 옥스퍼드 대학교